# John van Reenen
John van Reenen (né le 26 mars 1947 à Bethlehem (État-Libre)
et mort le 21 août 2018) est un athlète sud-africain, spécialiste du lancer du disque.

## Biographie
Le 14 mars 1975, à Stellenbosch, John van Reenen établit un nouveau record du monde du lancer du disque avec la marque de 68,48 m, améliorant de 8 cm l'ancienne meilleure marque mondiale du Suédois Ricky Bruch. Ce record sera battu quelques jours plus tard, le 3 mai 1975, par l'Américain John Powell.